# Серхіо Фернандес Гонсалес
Серхіо Фернандес Гонсалес (ісп. Sergio Fernández González, нар. 23 травня 1977, Авілес) — іспанський футболіст, що грав на позиції центрального захисника.
Виступав за молодіжну збірну Іспанії. Протягом 16 років як професіонал, він грав переважно за «Сельту» та «Осасуну», починаючи і закінчуючи кар'єру в «Спортінг (Хіхон)». За 15 сезонів він провів 295 матчів Ла Ліги, забив 9 голів

## Клубна кар'єра
У дорослому футболі дебютував 1994 року виступами за другу команду хіхонського «Спортінга», а за наступного року почав грати за його основну команду, кольори якої захищав протягом трьох сезонів у Ла-Лізі, а згодом одного сезону у Сегунді.  
Високий захисник, Серхіо народився в Авілесі, Астурія, і вперше зіграв за основний склад 7 січня 1996 року в домашній перемозі проти «Саламанки» з рахунком 3–2. 
1999 року перейшов да «Сельта Віго», де провів наступні сім років, здебільшого у найвищому дивізіоні, після чого грав за також вищолігові «Реал Сарагоса» та «Осасуну».
У середині листопада 2008 року Серхіо підписав контракт з футбольним клубом "Осасуна" до кінця сезону вищої ліги. Він отримав футболку під номером 16 
Він продовжував гру в клубі і в наступні роки, як під керівництвом Хосе Антоніо Камачо, так і його наступника Хосе Луїса Менділібара.  6 березня 2011 року він головою забив кутовий на 92-й хвилині у виїзній поразці від Малаги з рахунком 1:0, що стало першою виїзною перемогою його команди в кампанії
Завершив ігрову кар'єру 2012 року, провівши одну гру за рідни «Спортінг» (Хіхон) у другому іспанському дивізіоні. Він вирішив піти на пенсію через хронічну травму 

## Виступи за збірну
Протягом 1998–2000 років залучався до складу молодіжної збірної Іспанії. На молодіжному рівні зіграв у 12 офіційних матчах.